# Филиппов, Владимир Гаврилович

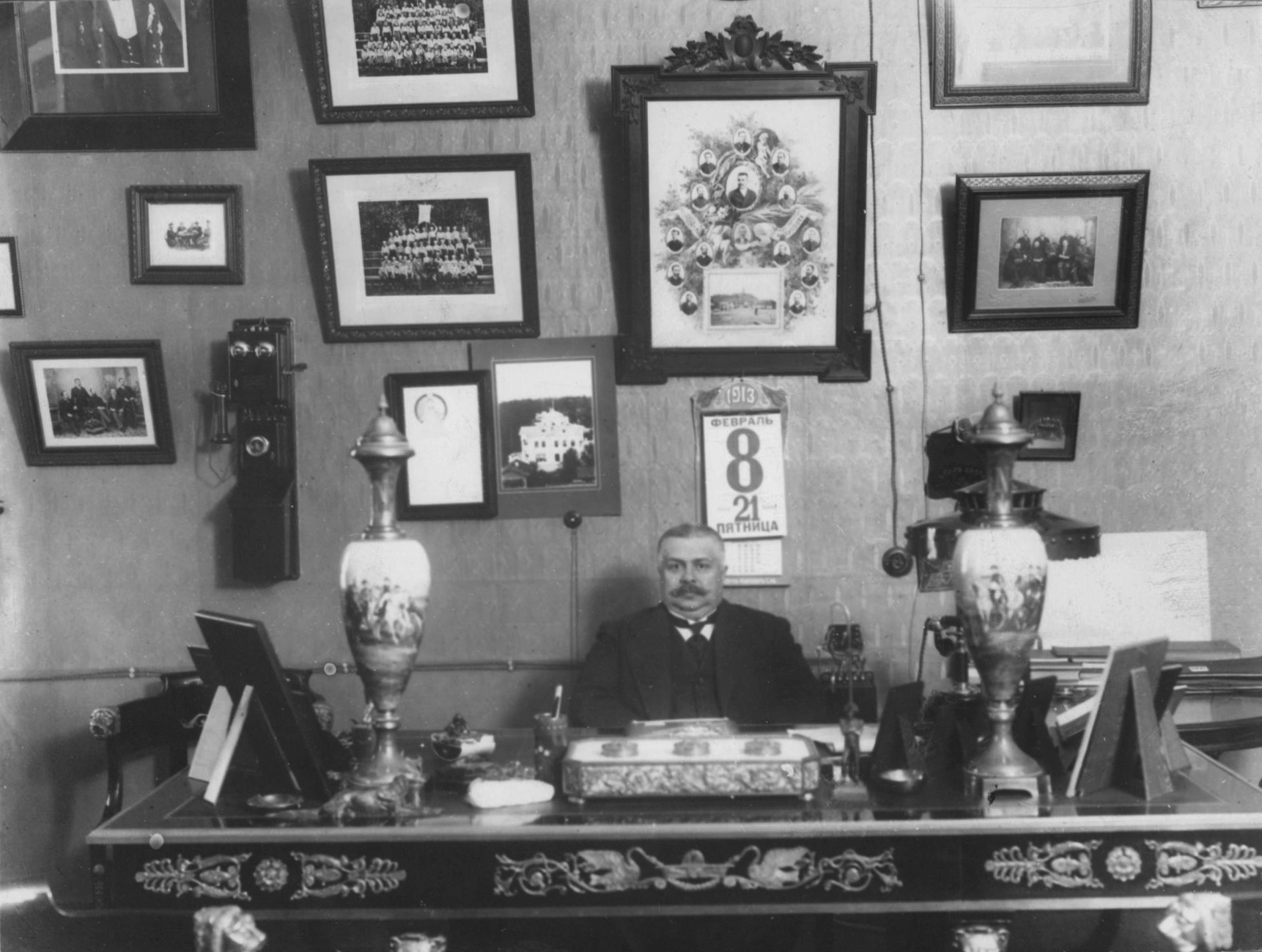
Начальник Петербургской сыскной полиции Владимир Гаврилович Филиппов в кабинете за письменным столом. 8 февраля 1913 года

Владимир Гаврилович Филиппов (1863 — 1923) — деятель правоохранительных органов Российской империи, в 1903—1915 годах — начальник Петербургской сыскной полиции, действительный статский советник (1913).

## Биография

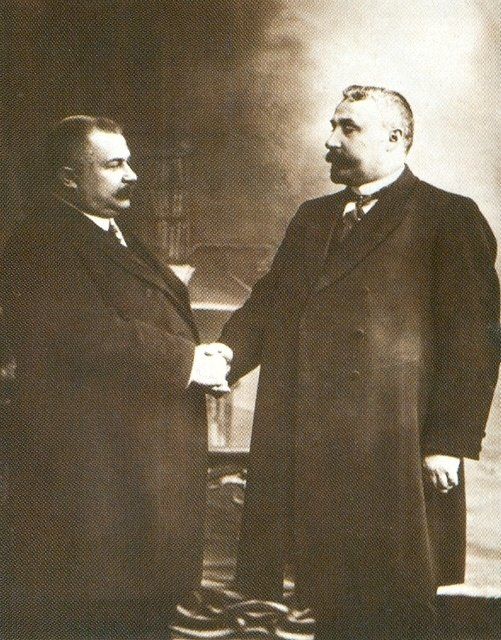
Владимир Филиппов (слева) и начальник московской сыскной полиции Аркадий Кошко.

Владимир Филиппов родился в 1863 году в семье петербургского чиновника. По окончании Царскосельской гимназии, поступил на юридический факультет  Санкт-Петербургского университета, который окончил в 1889 году, после чего поступил на службу в судебное ведомство.
В 1889—1891 годах служил помощником следователя в Царском Селе, в 1891—1893 годах — судебным следователем в Оренбургской губернии, 1893—1900 годах — судебным следователем, а затем товарищем прокурора и прокурором Радомской губернии в Царстве Польском.
В 1900 году Филиппов перешёл из ведомства Министерства юстиции в ведомство Министерства внутренних дел. С 1900 года Филиппов служил в Санкт-Петербургском градоначальстве, был заведующим канцелярией градоначальника, впоследствии стал при нём чиновником для особых поручений.
Был женат на дочери титулярного советника Вере Константиновне Филипповой (до замужества — Ивановой), имел двух детей — Владимира (1893 года рождения) и Веру (1897 года рождения).
15 февраля 1903 года Филиппов был назначен начальником Сыскной полиции Санкт-Петербурга. Перестроил деятельность сыскной полиции: организовал систематический контроль за деятельностью каждого её члена; ввёл широкомасштабные оперативно-розыскные мероприятия по профилактике преступлений; учредил дежурную  часть для оперативного реагирования на совершённое преступление; внедрил  научные методы уголовного сыска (регистрацию преступников, оперативную фотографию, фотоэкспертизу). На данном посту он организовал «летучие отряды» для борьбы с преступностью и патрулирования петербургских улиц. В 1905 году штат Сыскной полиции состоял из 158 человек (70 откомандированы в отделение по охранению общественного порядка). Получал жалование в 3800 рублей в год, имел казённую квартиру.
Будучи начальником Петербургской сыскной полиции, Филиппов руководил расследованием ряда громких уголовных дел. Среди них: убийство в Лештуковом переулке студента Подлуцкого, совершённое Андреем Гилевичем для получения страховки, дела о хищениях на крупные суммы, в том числе расследование деятельности генерал-майора Николая Ухача-Огоровича на посту начальника транспорта 1-й Маньчжурской армии в годы русско-японской войны, расследовании серии обливаний серной кислотой, массового убийства на станции Дно в Псковской губернии, дел банды князя Николая Церетели, депутата Государственной думы и наводчика Алексея Кузнецова, маньяка Николая Радкевича, «Коморры народной расправы» и ряд других.
14 апреля 1913 года Филиппов был произведён в действительные статские советники.
22 декабря 1915 года  уволен в отставку по собственному желанию (прошение подал в сентябре, мотивируя своё решение переутомлением). Однако есть и другая версия причин отставки: незадолго до этого после подачи Николаю II доклада о выходках Григория Распутина был снят со своего поста товарищ министра внутренних дел Владимир Джунковский, и Филиппов решил уйти из полиции вслед за ним.
После увольнения Филиппов был председателем комиссии передвижных показательных промышленных выставок.
Эмигрировал в 1917 году. Скончался 1 сентября 1923 года в возрасте шестидесяти лет. Похоронен в Берлине на православном кладбище Тегель в шестом ряду четвёртого квартала. Могила не сохранилась.

## Награды
Российской империи:
- Орден Святой Анны 3-й степени
- Орден Святой Анны 2-й степени (1903)
- Орден Святого Владимира 4-й степени (1905)[8]
- Орден Святого Владимира 3-й степени (1915)

- Медаль «В память царствования императора Александра III»
- Медаль «В память 200-летия Полтавской битвы»
- Медаль «В память 100-летия Отечественной войны 1812 года»
- Медаль Красного Креста «В память русско-японской войны»
- Медаль «В память 300-летия царствования дома Романовых»

Иностранных государств:
- Орден «За гражданские заслуги» 5-й степени (1902, княжество Болгария)
- Орден Короны Италии, офицерский крест (1903, королевство Италия)
- Орден Льва и Солнца 2-й степени (1906, Персия)
- Орден Золотой звезды 2-й степени (1910, Бухарский эмират)
- Орден Почётного легиона, офицерский крест (1913, Третья Французская республика)

## Память

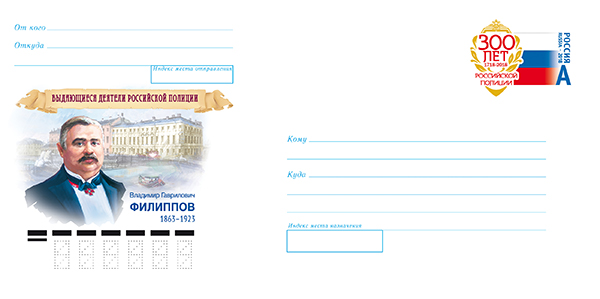
Конверт с оригинальной маркой из серии «Выдающиеся деятели российской полиции» В.Г. Филиппов (1863–1923)

Владимир Гаврилович Филиппов является главным героем серии романов Игоря Москвина: 
- "Смерть обывателям, или топорная работа" (1903),
- "Смерть приятелям, или запоздалая расплата" (1904),
- "Смерть грабителям, или ускользнувшее счастье" (1904),
- "Смерть красавицам, или петербургский мститель" (1909, поимка Николая Радкевича).